# Božena Laglerová

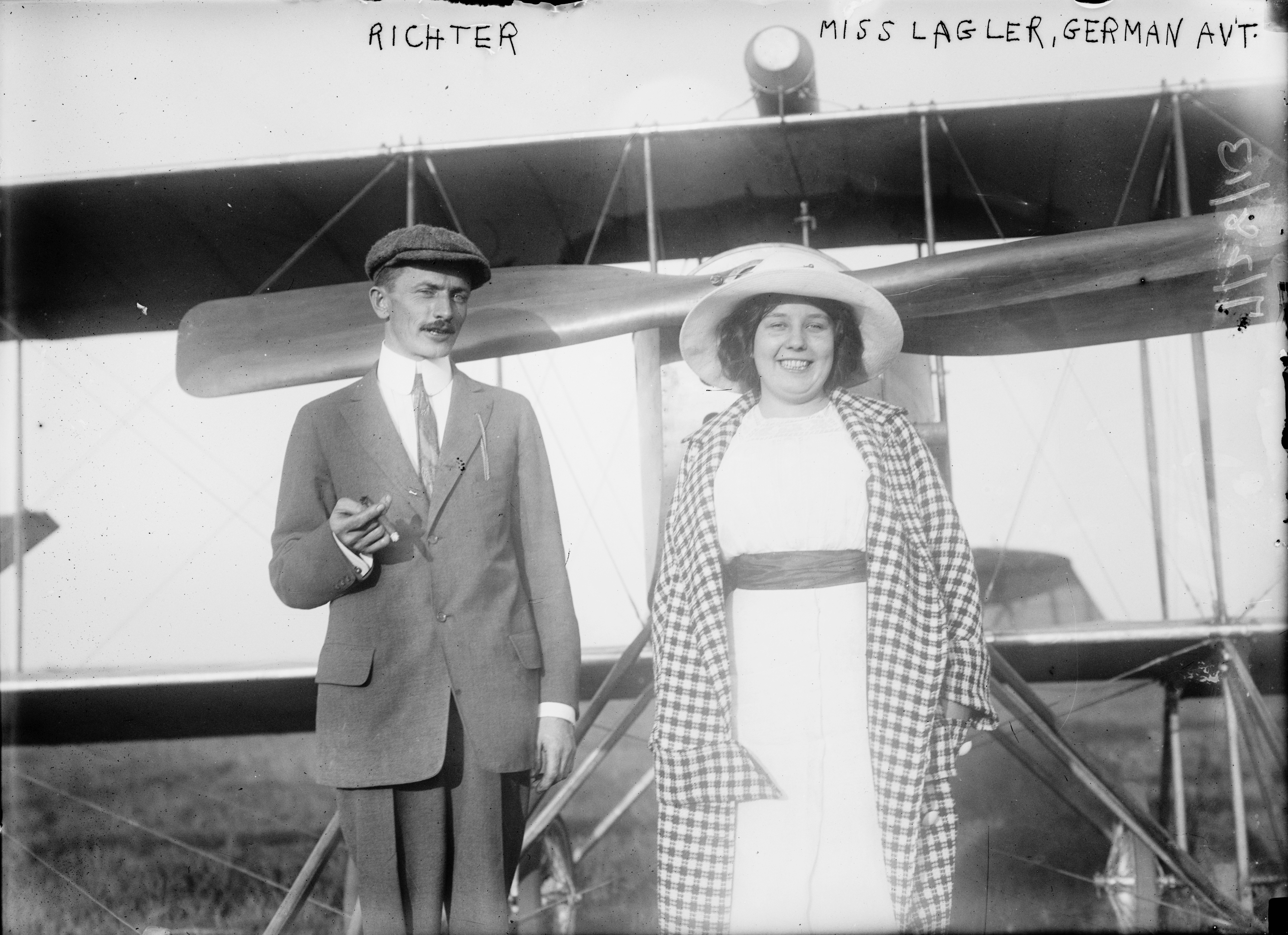
Joseph Richter und Božena Laglerová

Božena Laglerová, auch Božena Lagler (* 11. Dezember 1888 in Prag; † 8. Oktober 1941 ebenda) war eine böhmisch-österreichische Flugpionierin.

## Leben
Die im Stadtteil Královské Vinohrady (Königliche Weinberge) geborene Laglerová besuchte ursprünglich das Prager Konservatorium, wo sie bis 1906 Gesang und Schauspiel studierte. Danach trat sie unter dem Künstlernamen Frieda Geróme auf und war Sängerin im Theater in den Weinbergen, wo sie in Operetten wie der Fledermaus oder in der Dollarprinzessin sang. Im Jahr 1908 ging sie zur schauspielerischen Weiterbildung nach Paris. Sie arbeitete auch als Journalistin, z. B. für die Zeitschrift Heim und Welt.
Bedeutung erlangte Laglerová aber als Fliegerin. Sie erlernte das Fliegen bei dem deutschen Flugpionier Hans Grade, der auch Flugzeuge herstellte. Als Grades erste Schülerin begann Laglerová auf diesen Maschinen im Frühjahr 1911 ihre Ausbildung. Bei einer Prüfung im Juli dieses Jahres erreichte sie eine Höhe von 150 Meter, als der Motor versagte und sie auf einen Baum stürzte. Nach schweren Verletzungen konnte sie erst nach sechs Wochen wieder normal arbeiten. Ihre letzte Flugausbildung erhielt sie in Wiener Neustadt. Dort war Karl Illner einer ihrer Lehrer, der auch Lilly Steinschneider ausbildete.
Bald darauf begann sie aber wieder zu fliegen und erlangte den Flugschein mit der Nummer 37 des Österreichischen Aero Clubs am 10. Oktober 1911. Am 19. Oktober 1911 erhielt sie mit der Nummer 125 den deutschen Flugschein als zweite Frau nach Melli Beese, die ihn im September bekam.
Verschiedenen Quellen zufolge hatte sie am 22. oder 24. Oktober 1911 einen Absturz aus einer Höhe von 1500 Meter nahe Kladno in Tschechien, von wo sie mit lebensgefährlichen Verletzungen nach Prag in das Krankenhaus transportiert wurde.
Nach ihrer Genesung flog sie bei Ausstellungen und Messen einige Jahre in deutschen Städten, wie Friedrichshafen, Leipzig, Hamburg oder Johannisthal. Von 1912 bis 1913 unternahm sie eine Tournee in der Karibik und den USA.